# Sacha Baron Cohen
Sacha Noam Baron Cohen (Hammersmith, Londres, 13 d'octubre de 1971), és un actor, humorista i escriptor anglès conegut sobretot pels seus personatges còmics Ali G, Borat i Brüno.

## Biografia
Nascut en una família jueva mitjana, és el segon fill de Gerald Baron Cohen i la seva dona Daniella. El seu pare, que té una botiga de roba per a homes a Piccadilly, és originari de Gal·les, mentre que la seva mare és originària de l'Iran.
Després d'assistir al Christ College a Cambridge, Anglaterra i graduar-se en Història, es va introduir en la interpretació còmica i va crear el personatge d'Ali G en el programa de la televisió Britànica "The 11 OClock Show" el 1998. El 2000 va crear els seus personatges Ali G, Bruno i Borat a "Da Ali G Show", pels quals va ser aclamat per la crítica i el públic al Regne Unit. Baron Cohen i la sèrie van guanyar dos premis BAFTA el 2001 i Baron Cohen també va ser guardonat el 1999 amb el premi British Comedy Award pel seu treball a "The 11 OClock Show". També va guanyar el premi Royal Television Society Award com a Millor Comediant i un Golden Rose de Montreux. La sèrie es va traslladar a HBO als Estats Units el 2003 i va obtenir quatre candidatures a l'Emmy. Es va convertir en tal fenomen que va contribuir decisivament a donar-li un nou lèxic a l'anglès britànic i fins i tot la difunta Reina Mare d'Anglaterra n'era fan. La fama mundial del programa li va permetre a Baron Cohen ser l'únic presentador dels premis European MTV en dues ocasions, una com Ali G i l'any passat com Borat.
Baron Cohen va assolir la fama amb el seu personatge Ali G. La seva aparició més famosa i coneguda a nivell mundial va ser la del video clip de la cantant Madonna Music, en el qual interpreta al xofer que conduïa una limusina i vestia roba de raper informal vermella. Al final fa un comentari de to satíric sobre el Big Ben amb unes noies escasses de roba i de molt bon cos. A més va realitzar una pel·lícula sencera amb aquest personatge.
Uns altres dels personatges creats per Baron Cohen són Borat, un reporter de televisió del Kazakhstan amb una actitud antisemita i misògina que viatja als Estats Units per a realitzar un suposat "documental" en el qual es riu dels costums nord-americans, i Bruno, un homosexual austríac que treballa en una revista de moda, amb una aparença i personalitat una mica nazi, ja que diu que la gent lletja hauria de ser posada en un tren i enviada a Auschwitz.
En una entrevista en un hotel de Los Angeles, on viu amb la seva núvia, l'actriu australiana Illa Fisher i la seva filla acabada de néixer, Olive, Cohen ha dit que lamentava haver d'abandonar a Borat. "Però l'èxit ha estat grandiós i millor que qualsevol cosa amb la qual jo podria haver somiat", sentència. (23 desembre de 2007, djoco)
Cohen va participar en el musical Sweeney Todd protagonitzat per Johnny Depp, interpretant a Pirelli, un barber rival.
Podria ser el protagonista sobre la vida del cantant Freddie Mercury en el 2009. També es diu que va a fer el paper del José Luis Torrente en la versió nord-americana de la pel·lícula espanyola Torrente, el braç ximple de la llei de Santiago Segura.
Cohen ha estat notícia a causa del succés que va succeir l'1 de juny del 2009 en el lliurament dels premis MTV a Los Angeles, al precipitar-se des del sostre enganxat a un arnès, vestit d'angel i aterrant sobre Eminem, a qui no sentar molt bé i va acabar abandonant la gal·la furiós després de proferir uns insults al còmic.
Més tard, es va saber que dit incident va ser planejat i assajat per a ser executat durant el xou.

## Filmografia
| Any       | Títol                                                                               | Paper                                   | Altres notes                                   |
| --------- | ----------------------------------------------------------------------------------- | --------------------------------------- | ---------------------------------------------- |
| 1995      | Jack and Jeremy's Police 4                                                          | Varis                                   | Especial de televisió                          |
| 1996      | Punch                                                                               | Sense nom                               | Curtmetratge                                   |
| 1998      | Live from the Lighthouse                                                            | Ali G                                   | Especial de televisió                          |
| 1998-1999 | The 11 O'Clock Show                                                                 | Ali G                                   | Sèrie de televisió                             |
| 2000      | The Jolly Boys' Last Stand                                                          | Vinnie                                  | Pel·lícula                                     |
| 2000      | Da Ali G Show (UK)                                                                  | Ali G, Borat Sagdiyev, Bruno            | Sèrie de televisió                             |
| 2002      | Ali G Indahouse                                                                     | Ali G, Borat Sagdiyev                   | Pel·lícula                                     |
| 2003      | Spyz                                                                                | James Bond (Ali G)                      | Curtmetratge                                   |
| 2003-2004 | Da Ali G Show (US)                                                                  | Ali G, Borat Sagdiyev, Bruno            | Sèrie de televisió                             |
| 2005      | Curb Your Enthusiasm                                                                | El guia d'en Larry (estrella convidada) | Temporada 5, episodi 10 "El Final"             |
| 2005      | Madagascar                                                                          | Rei Julien                              | Veu                                            |
| 2006      | Talladega Nights: The Ballad of Ricky Bobby                                         | Jean Girard                             | Pel·lícula                                     |
| 2006      | Night of Too Many Stars: An Overbooked Event for Autism Education                   | Borat Sagdiyev                          | Especial de televisió                          |
| 2006      | Borat: Cultural Learnings of America for Make Benefit Glorious Nation of Kazakhstan | Borat Sagdiyev                          | Pel·lícula                                     |
| 2007      | Sweeney Todd                                                                        | Signor Adolfo Pirelli                   | Pel·lícula                                     |
| 2008      | Madagascar: Escape 2 Africa                                                         | Rei Julien                              | Veu                                            |
| 2009      | Brüno                                                                               | Bruno                                   | Pel·lícula                                     |
| 2010      | Els Simpson                                                                         | Jakob                                   | Veu (Capítol "The Greatest Story Ever D'ohed") |
| 2012      | Hugo                                                                                | L'inspector de l'estació                | Pel·lícula                                     |
| 2012      | Madagascar 3: Europe's Most Wanted                                                  | Rei Julien                              | Veu                                            |
| 2012      | Els miserables (Les Misérables)                                                     | Thénardier                              | Pel·lícula-Musical                             |
| 2012      | The Dictator                                                                        | Admirall General Aladeen                | Pel·lícula                                     |
| 2013      | Anchorman 2: The Legend Continues                                                   | Reporter de BBC News                    |                                                |
| 2013      | Eastbound and Down                                                                  | Ronnie                                  | Temporada 4, Episodi 8: final de la sèrie      |
| 2016      | The Brothers Grimsby                                                                | 'Nobbie'                                | Pel·lícula                                     |

## Premis

### Premis Oscar
| Any  | Categoria                    | Pel·lícula | Resultat |
| ---- | ---------------------------- | ---------- | -------- |
| 2006 | Oscar al millor guió adaptat | Borat      | Nominat  |

### Premis Globus d'Or
| Any  | Categoria                                   | Pel·lícula | Resultat  |
| ---- | ------------------------------------------- | ---------- | --------- |
| 2006 | Globus d'Or al millor actor musical o còmic | Borat      | Guanyador |

### Premis Satellite
| Any  | Categoria                      | Pel·lícula | Resultat |
| ---- | ------------------------------ | ---------- | -------- |
| 2006 | Millor Actor - Comèdia/Musical | Borat      | Candidat |